# Olympische Sommerspiele 1968/Fußball
Bei den XIX. Olympischen Spielen 1968 in Mexiko-Stadt wurde ein Wettbewerb im Fußball ausgetragen.
Ungarn konnte zum dritten Mal die Goldmedaille gewinnen und ist seitdem nach Lesart des IOC neben Großbritannien Rekordolympiasieger im Fußball. Mit dem Bronzemedaillengewinn durch Japan gelang erstmals einer asiatischen Mannschaft ein Medaillengewinn bei einem olympischen Fußballturnier.
Die Amateurmannschaft des Deutschen Fußball-Bundes schied in der Qualifikation gegen die Amateurmannschaft Großbritanniens aus, die DDR-Auswahl gegen den späteren Silbermedaillengewinner Bulgarien.
Die Spielstätten waren neben dem Estadio Azteca in Mexiko-Stadt, das Estadio Jalisco in Guadalajara, das Estadio Nou Camp León und das Estadio Cuauhtémoc in Puebla.
Das Spiel um den 3. Platz im Aztekenstadion zwischen Gastgeber Mexiko und Japan sahen 105.000 Zuschauer, das ist die höchsten Zuschauerzahl in der Geschichte der olympischen Fußballturniere. Mit Gastgeber Mexiko erreichte auch erstmals eine mittelamerikanische Mannschaft das Halbfinale.

## Olympisches Turnier

### Gruppenphase

#### Gruppe A
|                                  |   |            |           |
| 13. Oktober 1968 in Puebla       |   |            |           |
| Frankreich                       | – | Guinea     | 3:1 (0:0) |
| 13. Oktober 1968 in Mexiko-Stadt |   |            |           |
| Mexiko                           | – | Kolumbien  | 1:0 (1:0) |
| 15. Oktober 1968 in Puebla       |   |            |           |
| Guinea                           | – | Kolumbien  | 3:2 (1:0) |
| 15. Oktober 1968 in Mexiko-Stadt |   |            |           |
| Frankreich                       | – | Mexiko     | 4:1 (3:1) |
| 17. Oktober 1968 in Puebla       |   |            |           |
| Kolumbien                        | – | Frankreich | 2:1 (2:0) |
| 17. Oktober 1968 in Mexiko-Stadt |   |            |           |
| Mexiko                           | – | Guinea     | 4:0 (0:0) |

| Pl. | Land       | Sp. | S | U | N | Tore    | Diff. | Punkte |
| --- | ---------- | --- | - | - | - | ------- | ----- | ------ |
| 1.  | Frankreich | 3   | 2 | 0 | 1 | 008:400 | +4    | 04     |
| 2.  | Mexiko     | 3   | 2 | 0 | 1 | 006:400 | +2    | 04     |
| 3.  | Kolumbien  | 2   | 1 | 0 | 1 | 004:500 | −1    | 02     |
| 4.  | Guinea     | 2   | 1 | 0 | 1 | 004:900 | −5    | 02     |

#### Gruppe B
|                                  |   |           |           |
| 14. Oktober 1968 in Puebla       |   |           |           |
| Japan                            | – | Nigeria   | 3:1 (1:1) |
| 14. Oktober 1968 in Mexiko-Stadt |   |           |           |
| Spanien                          | – | Brasilien | 1:0 (0:0) |
| 16. Oktober 1968 in Puebla       |   |           |           |
| Brasilien                        | – | Japan     | 1:1 (1:0) |
| 16. Oktober 1968 in Mexiko-Stadt |   |           |           |
| Spanien                          | – | Nigeria   | 3:0 (1:0) |
| 18. Oktober 1968 in Puebla       |   |           |           |
| Brasilien                        | – | Nigeria   | 3:3 (3:0) |
| 18. Oktober 1968 in Mexiko-Stadt |   |           |           |
| Spanien                          | – | Japan     | 0:0       |

| Pl. | Land      | Sp. | S | U | N | Tore    | Diff. | Punkte |
| --- | --------- | --- | - | - | - | ------- | ----- | ------ |
| 1.  | Spanien   | 3   | 2 | 1 | 0 | 004:000 | +4    | 05     |
| 2.  | Japan     | 3   | 2 | 0 | 1 | 004:200 | +2    | 04     |
| 3.  | Brasilien | 3   | 0 | 2 | 1 | 004:500 | −1    | 02     |
| 4.  | Nigeria   | 3   | 0 | 1 | 2 | 004:900 | −5    | 01     |

#### Gruppe C
|                                 |   |             |           |
| 13. Oktober 1968 in León        |   |             |           |
| Israel                          | – | Ghana       | 5:3 (3:2) |
| 13. Oktober 1968 in Guadalajara |   |             |           |
| Ungarn                          | – | El Salvador | 4:0 (1:0) |
| 15. Oktober 1968 in León        |   |             |           |
| Israel                          | – | El Salvador | 3:1 (2:0) |
| 15. Oktober 1968 in Guadalajara |   |             |           |
| Ungarn                          | – | Ghana       | 2:2 (2:2) |
| 17. Oktober 1968 in León        |   |             |           |
| El Salvador                     | – | Ghana       | 1:1 (1:1) |
| 17. Oktober 1968 in Guadalajara |   |             |           |
| Ungarn                          | – | Israel      | 2:0 (1:0) |

| Pl. | Land        | Sp. | S | U | N | Tore    | Diff. | Punkte |
| --- | ----------- | --- | - | - | - | ------- | ----- | ------ |
| 1.  | Ungarn      | 3   | 2 | 1 | 0 | 008:200 | +6    | 05     |
| 2.  | Israel      | 3   | 2 | 0 | 1 | 008:600 | +2    | 04     |
| 3.  | Ghana       | 3   | 0 | 2 | 1 | 006:800 | −2    | 02     |
| 4.  | El Salvador | 3   | 0 | 1 | 2 | 002:800 | −6    | 01     |

#### Gruppe D
|                                 |   |                  |           |
| 14. Oktober 1968 in León        |   |                  |           |
| Bulgarien                       | – | Thailand         | 7:0 (1:0) |
| 14. Oktober 1968 in Guadalajara |   |                  |           |
| Guatemala                       | – | Tschechoslowakei | 1:0 (1:0) |
| 16. Oktober 1968 in León        |   |                  |           |
| Guatemala                       | – | Thailand         | 4:1 (1:1) |
| 16. Oktober 1968 in Guadalajara |   |                  |           |
| Bulgarien                       | – | Tschechoslowakei | 2:2 (1:2) |
| 18. Oktober 1968 in León        |   |                  |           |
| Bulgarien                       | – | Guatemala        | 2:1 (0:0) |
| 18. Oktober 1968 in Guadalajara |   |                  |           |
| Tschechoslowakei                | – | Thailand         | 8:0 (6:0) |

| Pl. | Land             | Sp. | S | U | N | Tore    | Diff. | Punkte |
| --- | ---------------- | --- | - | - | - | ------- | ----- | ------ |
| 1.  | Bulgarien        | 3   | 2 | 1 | 0 | 011:300 | +8    | 05     |
| 2.  | Guatemala        | 3   | 2 | 0 | 1 | 006:300 | +3    | 04     |
| 3.  | Tschechoslowakei | 3   | 1 | 1 | 1 | 010:300 | +7    | 03     |
| 4.  | Thailand         | 3   | 0 | 0 | 3 | 001:190 | −18   | 0      |

### Viertelfinale
|                                  |   |            |                      |
| 20. Oktober 1968 in Puebla       |   |            |                      |
| Mexiko                           | – | Spanien    | 2:0 (1:0)            |
| 20. Oktober 1968 in Mexiko-Stadt |   |            |                      |
| Japan                            | – | Frankreich | 3:1 (1:1)            |
| 20. Oktober 1968 in León         |   |            |                      |
| Bulgarien 1                      | – | Israel     | 1:1 n. V. (1:1, 1:0) |
| 20. Oktober 1968 in Guadalajara  |   |            |                      |
| Ungarn                           | – | Guatemala  | 1:0 (0:0)            |

### Halbfinale
|                                  |   |           |           |
| 22. Oktober 1968 in Mexiko-Stadt |   |           |           |
| Ungarn                           | – | Japan     | 5:0 (1:0) |
| 22. Oktober 1968 in Guadalajara  |   |           |           |
| Mexiko                           | – | Bulgarien | 2:3 (1:2) |

### Spiel um Bronze
|                                  |   |        |           |
| 24. Oktober 1968 in Mexiko-Stadt |   |        |           |
| Japan                            | – | Mexiko | 2:0 (2:0) |

### Finale
| Bulgarien                                         | Bulgarien | Ungarn | Ungarn |
| ------------------------------------------------- | --- | --- | ------ |
| Bulgarien                                         | \| 26. Oktober 1968 in Mexiko-Stadt (Aztekenstadion) \| \| Ergebnis: 1:4 (1:2) \| \| Zuschauer: 75.000 \| \| Schiedsrichter: Diego de Leo ( Mexiko) \| | \| 26. Oktober 1968 in Mexiko-Stadt (Aztekenstadion) \| \| Ergebnis: 1:4 (1:2) \| \| Zuschauer: 75.000 \| \| Schiedsrichter: Diego de Leo ( Mexiko) \| | Ungarn |
| Bulgarien                                         | Jordanow – Gerow, Christiakiew, Gajdarski, Iwkow – Georgiew, Dimitrow, Jantschowski (54. Stankow) – Shekow, Michajlow, Nikodimow (62. Iwanow)          | Fatér – Novák, L. Dunai, Páncsics, Menczel – Szűcs, Fazekas, A. Dunai – Nagy, Noskó, Juhász                                                            | Ungarn |
| Bulgarien                                         | 1:0 Dimitrow (20.) | 1:1 Menczel (41.) 1:2 A. Dunai (42.) 1:3 A. Dunai (49.) 1:4 Juhász (62.)                                                                               | Ungarn |
| Bulgarien                                         | Verwarnungen: Dimitrow, Iwkow, Shekow Platzverweise: Dimitrow (43.), Iwkow (44.), Michajlow (44.)                                                      | Verwarnung: Juhász Platzverweis: Juhász (85.) | Ungarn |
| 26. Oktober 1968 in Mexiko-Stadt (Aztekenstadion) | | |        |
| Ergebnis: 1:4 (1:2)                               | | |        |
| Zuschauer: 75.000                                 | | |        |
| Schiedsrichter: Diego de Leo ( Mexiko)            | | |        |

## Medaillenränge
| Rang             | Medaillengewinner |
| ---------------- | --- |
| Gold Ungarn      | István Básti, Antal Dunai, Lajos Dunai, Károly Fatér (TW), László Fazekas, István Juhász, László Keglovich, Lajos Kocsis, Iván Menczel, László Nagy, Ernő Noskó, Dezső Novák, Miklós Páncsics, István Sárközi, Lajos Szűcs Trainer: Károly Sós                                                                                                |
| Silber Bulgarien | Georgi Christakiew, Atanas Michajlow, Kiril Stankow, Jantscho Dimitrow, Asparuch Nikodimow, Milko Gajdarski, Iwajlo Georgiew, Atanas Gerow, Michail Gjonin, Kiril Iwkow, Georgi Iwanow, Ewgeni Jantschowski, Stojan Jordanow (TW), Asparuch Nikodimow, Iwan Safirow, Petar Schekow, Georgi Wassilew, Zwetan Wesselinow Trainer: Georgi Berkow |
| Bronze Japan     | Kunishige Kamamoto, Mitsuo Kamata, Hiroshi Katayama, Yasuyuki Kuwahara, Ikuo Matsumoto, Masakatsu Miyamoto, Teruki Miyamoto, Takaji Mori, Aritatsu Ogi, Ryūichi Sugiyama, Masashi Watanabe, Shigeo Yaegashi, Yoshitada Yamaguchi, Kenzō Yokoyama (TW) Trainer: Ken Naganuma                                                                   |

## Beste Torschützen
| Rang | Spieler             | Tore |
| ---- | ------------------- | ---- |
| 1    | Kunishige Kamamoto  | 7    |
| 2    | Antal Dunai         | 6    |
| 3    | Lajos Szűcs         | 4    |
|      | Ladislav Petráš     | 4    |
|      | Jehoshua Faygenbaum | 4    |
|      | Petar Shekow        | 4    |
| 7    | Atanas Michajlow    | 3    |
|      | Iván Menczel        | 3    |
|      | Vicente Pereda      | 3    |
|      | Héctor Pulido       | 3    |
|      | Charles Tamboueon   | 3    |

Kunishige Kamamoto ist bis dato der einzige Asiate, der alleiniger Torschützenkönig wurde. 1956 wurde der Inder Neville Stephen D’Souza zusammen mit zwei anderen Spielern Torschützenkönig.